# 나지안조스의 그레고리오스

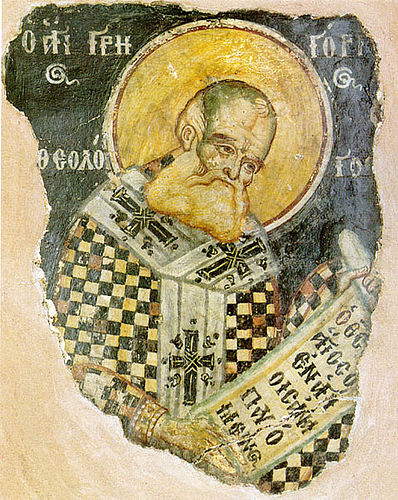

나지안조스의 그레고리오스(그리스어: Γρηγόριος Ναζιανζηνός, 329년경~390년 1월 25일)는 카파도키아 지방의 나지안조스의 주교이자 콘스탄티노폴리스 총대주교(379-381)로서, 카파도키아 교부의 대표적 인물이며 삼위일체론을 확립하는데 커다란 공헌한 신학자였다.

## 생애
그레고리오스는 소아시아 카파도키아의 나지안조스 혹은 근방의 아리안조스에서 태어났다. 그의 아버지는 주교 그레고리오스이고, 어머니는 논나였다. 그의 누나는 고르고니아, 동생으로 카이사리오스가 있다.
그레고리오스는 젊었을 때, 교육받기 위해 카파도키아의 케사리아로 갔고 거기서 평생의 친구 대 바실리오스를 만났다. 또다시 팔레스타인의 케사리아,  아이깁투스의 알렉산드리아, 아테네 학당에서 수사학 교육을 받았다. 아테네에선 바실리오스의 동생 니사의 그레고리오스와 또한 배교자 율리아누스와도 만났다. 356년까지 아테네에서 수학하다 358년에 고향 나지안조스로 돌아와 세례를 받았다. 폰토스에서 바실리오스와 금욕적인 수도 생활을 하였고, 아버지의 강제적 권유로 361년에 사제 서품을 받았다. 사제직의 부담감으로 몇 개월 동안 집에 나가있다 돌아와 노쇠한 아버지를 사목을 도왔다. 친구 바실리오스는 아리우스파를 저지하기 위한 교회정치적 이유로 그레고리오스를 사시마의 주교로 임명했으나, 마땅치 않았고 교회행정보다 수도생활에 관심이 있던 그레고리오스는 강압적인 임명으로 바실리오스와의 우정에 큰 위기를 맞았다. 이후 아버지가 안식하자, 나지안조스의 주교직을 수행했다. 나지안조스 주교직을 사임하고 그레고리오스는 수도생활에 전념하려고 했지만, 379년에 정통신앙의 버팀목인 바실리오스가 안식하자 어쩔 수 없이, 정통신앙을 수호하기 위해 콘스탄티노폴리스에서 정통을 옹호하며 설교를 했다. 마침 황제가 된 테오도시오스는 정통파였으므로 콘스탄티노폴리스의 대주교로 선출했다.

## 삼위일체
삼위일체 신학에 관하여 이런 말을 했다. " 하나를 생각하는 즉시로 셋의 광채로 둘러싸이며, 셋을 분별하자마자 즉각적으로 하나로 되돌아 간다."
그는 '나의 삼위일체'라는 말에 대하여 ' 내가 말할 때 하나님은 성부, 성자, 성령을 일컫는다'라고 설명하였다. 또한, 그는 삼위일체에 관하여 이 세상에서 존재하는 어떠한 유추로도 삼위일체 교리를 설명할 수 없다고 주장하였다.
그레고리우스는 콘스탄티노폴리스공의회의 주최자는인 당시 로마황제 테오도시우스 1세와 함께 공의회를 개최하여 전통적으로 콘스탄티노폴리스에 아리우스파를 찬동하는 자가 많은 지역이었지만 니케아신조를 지지한 황제와 더불어 공의회를 주도하였다. 참가자는 150명 정도로 모두 동방 지역에서 참가한 사람들이었다.
이 회의에서 최종적으로 기존의 니케아신조로 결의한 성령(聖霊)에 대한 내용을 세밀히 확대하는 등, 니케아-콘스탄티노폴리스 신조를 채택함으로서, 아리우스파, 네스토리안주의, 가현설, 시벨리스주의, 아폴리나리스주의, 호모이우시오스주의자 등의 이단사설을 규명하여 축출을 결정하였다.
| 전임 막시무스 | 제35대 콘스탄티노폴리스 대주교 379년 - 381년 | 후임 넥타리우스 |

## 같이 보기
- 콘스탄티노폴리스 세계 총대주교
- 로즈메리 래드퍼드 류터

1. ↑  Letham, Robert,. 〈introduction〉. 《The Holy Trinity : in scripture, history, theology, and worship》 Revis a Expa []판. Phillipsburg, New Jersey. xxxiii쪽. ISBN 978-1-62995-377-9.
2. ↑  하승무 교수, <고대교회사 강의>, 2013